# Costières-de-nîmes
Pour l’article ayant un titre homophone, voir Costière (homonymie).
Le costières-de-nîmes, est un vin français d'appellation d'origine contrôlée faisant partie du vignoble de la vallée du Rhône.
Située à l’extrême sud-ouest de la vallée du Rhône, au nord-ouest de la Camargue et dans la région naturelle des Costières, cette appellation produit principalement des vins rouges et rosés. Ces vins n’ont intégré les AOC qu’en 1986. L'appellation portait le nom « costières-du-gard » avant de devenir costières-de-nîmes en 1989.

## Histoire

### Antiquité
Au milieu du VIIIe siècle avant notre ère, les Grecs de Rhodes s’installent sur la côte méditerranéenne de la Gaule. Ils donnent leur nom au Rhône (Rhodano) et fondent les cités d’Hérakléa (Saint-Gilles-du-Gard) et de Rhodanousia (en face d’Arles).  
Le gouverneur romain Fonteius profite de son mandat pour attribuer les territoires rhodaniens des Volques Arécomices aux colons grecs de Massilia.  L’affaire fait grand bruit et Cicéron, lui-même, fut obligé de défendre son indélicat collègue. 
En 19 avant notre ère, les légionnaires, vétérans de la campagne égyptienne, sont installés à Nemausus (Nîmes). César Auguste est le donateur des remparts et des portes de la Colonia Augusta Nemausus et son gendre Agrippa, le commanditaire de la Maison Carrée. 
Après l’annulation du décret d’interdiction sur les vignes en Gaule, en 280, Cassius Severanius, gouverneur de la Narbonnaise, ordonne de replanter massivement le vignoble du pagus nemensis (Costières).

### Moyen Âge
En 679, dans l’antique cité d’Hérakléa, Gilles vit en ermite avec sa biche. Les fils de Wamba, le roi des Wisigoths, la force. Mais leurs chiens refusent de l’attaquer. Averti du « miracle », le roi se rend sur place et décide, à la demande du moine, la construction d’une abbaye qui donnera naissance à Saint-Gilles du Gard.  Au Moyen Âge, elle devient le siège de la principale commanderie de langue d’oc des Hospitaliers de l'ordre de Saint-Jean de Jérusalem. Ceux-ci sont à l'origine du développement du vignoble.
Au XIVe siècle, les vins de Saint-Gilles, de Nîmes et de la Costière sont parmi les plus prisés de la Cour pontificale d’Avignon. Jean XXII fait venir son « vin nouveau » de Saint-Gilles, Nîmes et Beaucaire. Quand, en 1367, Urbain V quitte Avignon pour Rome il se fait envoyer par le port d’Arles une cargaison de vin de Nîmes et de Beaune. De retour à Avignon, Grégoire XI fit lui aussi approvisionner ses celliers par les vins de la Costière. 
Si durant tout le Moyen Âge les vins provenant de ce terroir furent considérés à l'égal de ceux de Beaune, c'est qu'ils étaient produits avec un cépage exceptionnel le mourvèdre appelé alors « plant de Saint-Gilles ».

### Période moderne

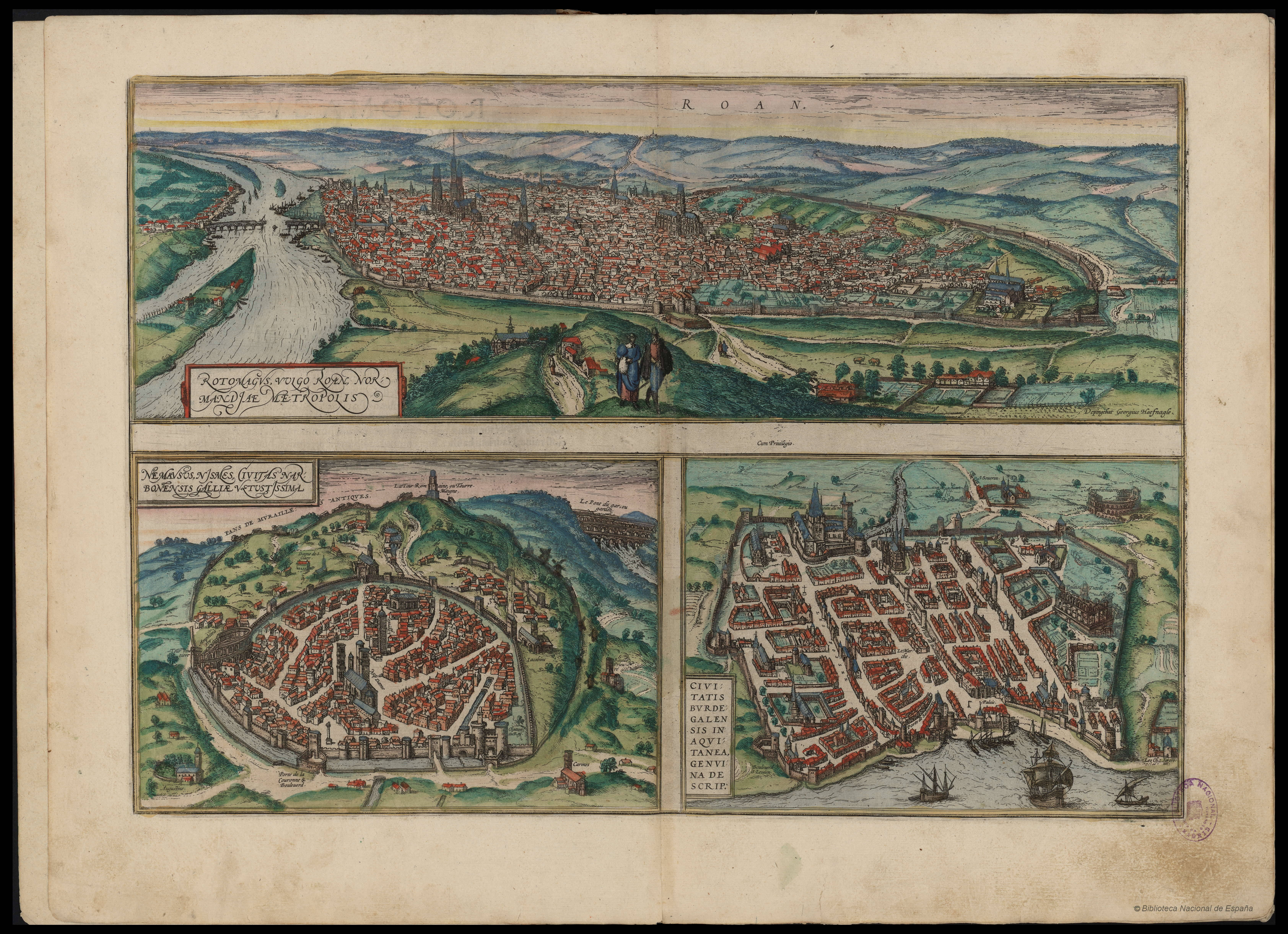
Plan de Nîmes en 1569.

Si comme l'a analysé Emmanuel Le Roy Ladurie le paysan du Languedoc a toujours été un gros mangeur de pain et un grand buveur de vin, la période de la Renaissance fut celle où le vin fut réduit à la portion congrue.
Au XVIe siècle Nîmes devint un foyer des plus actifs du calvinisme et les oppositions entre catholiques et protestants furent courantes. Le 29 septembre 1567, jour de la Saint-Michel, a lieu la michelade, les protestants assassinant près de 90 clercs catholiques. Saint-Gilles est prise par le gouverneur du Languedoc, Damville, alors en délicatesse avec le roi, en janvier 1575. Elle est rapidement reprise par le baron d’Acier.
Si l’Édit de Nantes apporta une relative tranquillité, sa révocation en octobre 1685 fut suivie de nouvelles persécutions à l'encontre des protestants. C'est logiquement qu'en 1702, à la suite de l'assassinat de l'abbé du Chayla, commença la guerre des Cévennes (par la suite dénommée la Guerre des Camisards) où de simples paysans, vignerons et artisans protestants, parvinrent à tenir tête aux dragons du roi. Le Gard dans son ensemble fut touché par ce conflit et Nîmes vit se reproduire, le 1er avril 1703, des tueries comme celui du massacre du moulin de l’Agau où les troupes catholiques du maréchal de Montrevel engagèrent des répressions contre des protestants.
La paix religieuse ne fut véritablement acquise qu'en 1789 avec la Révolution française et la Déclaration des Droits de l'Homme et du Citoyen.

### Période contemporaine
Nîmes, cité manufacturière vouée au textile et place commerciale importante, devint une plaque tournante ferroviaire essentielle lors de la mise en place du réseau de chemin de fer dès les années 1830-1840. Mais la concurrence lyonnaise fut rude durant la deuxième moitié du XIXe siècle et la bourgeoisie nîmoise réinvestit les capitaux du textile dans la banque ou la viticulture. La culture de la vigne fut facilitée par la construction du canal du Midi (dès le XVIIe siècle) et surtout sa liaison avec le Rhône, par Sète (XIXe siècle). Le transport du vin fut aussi grandement favorisé par l'apparition du chemin de fer à Nîmes dès 1839. Cependant, un coup rude fut porté aux activités vinicoles par la terrible crise liée au phylloxéra à partir de 1872.
Philippe Lamour, à partir de 1955, préside la Compagnie nationale d'aménagement du Bas-Rhône et du Languedoc où il entreprend une œuvre d'envergure dans le domaine de l'irrigation. Le canal du Bas-Rhône Languedoc, amenant l'eau du Rhône vers le sud du département du Gard et l'est du département de l'Hérault depuis les années 1960, sera rebaptisé  canal Philippe-Lamour en mémoire de son œuvre. Il devint en même temps le chef de file de la viticulture gardoise en prônant une politique de qualité. Président du syndicat des costières-du-gard, alors simple VDQS depuis 1950, il est porté à la présidence nationale des Vins Délimité de Qualité supérieure. C'est à la suite d'un projet élaboré par lui en 1962, qu'il est porté à la présidence de la Commission Nationale de l'Aménagement du Territoire, il joue un rôle déterminant dans la mise en œuvre du plan d'aménagement du territoire de 1962 et dans la création de la DATAR en 1963. Il reste à la DATAR jusqu'en 1974. Grâce à son action sur le terrain et à son poids politique, lecostières-du-gard est reconnu par l'INAO puis par le décret du 4 juillet 1986 comme faisant partie de la famille des AOC. Cette appellation modifie son nom en 1989 en devenant costières-de-nîmes.
En 2014, l'appellation obtient le label « Vignobles & découvertes ». Ce label distingue les destinations œnotouristiques françaises proposant une offre complète et de qualité. Il est attribué pour une durée de trois ans par le conseil supérieur de l'œnotourisme et l'agence de développement touristique Atout France. Le cahier des charges de l'appellation a été modifié en juin 2024, puis en mars 2025.

## Situation géographique

### Orographie
Le plateau des Costières domine Nîmes au sud et sépare cette dernière de la Camargue. D'est en ouest, il s'étire sur une distance de 40 kilomètres environ, entre les communes de Beaucaire et de Vauvert. Son altitude moyenne est comprise entre 80 et 100 mètres, avec pour point culminant le puech de Dardaillon à Générac (144 m). 

### Géologie

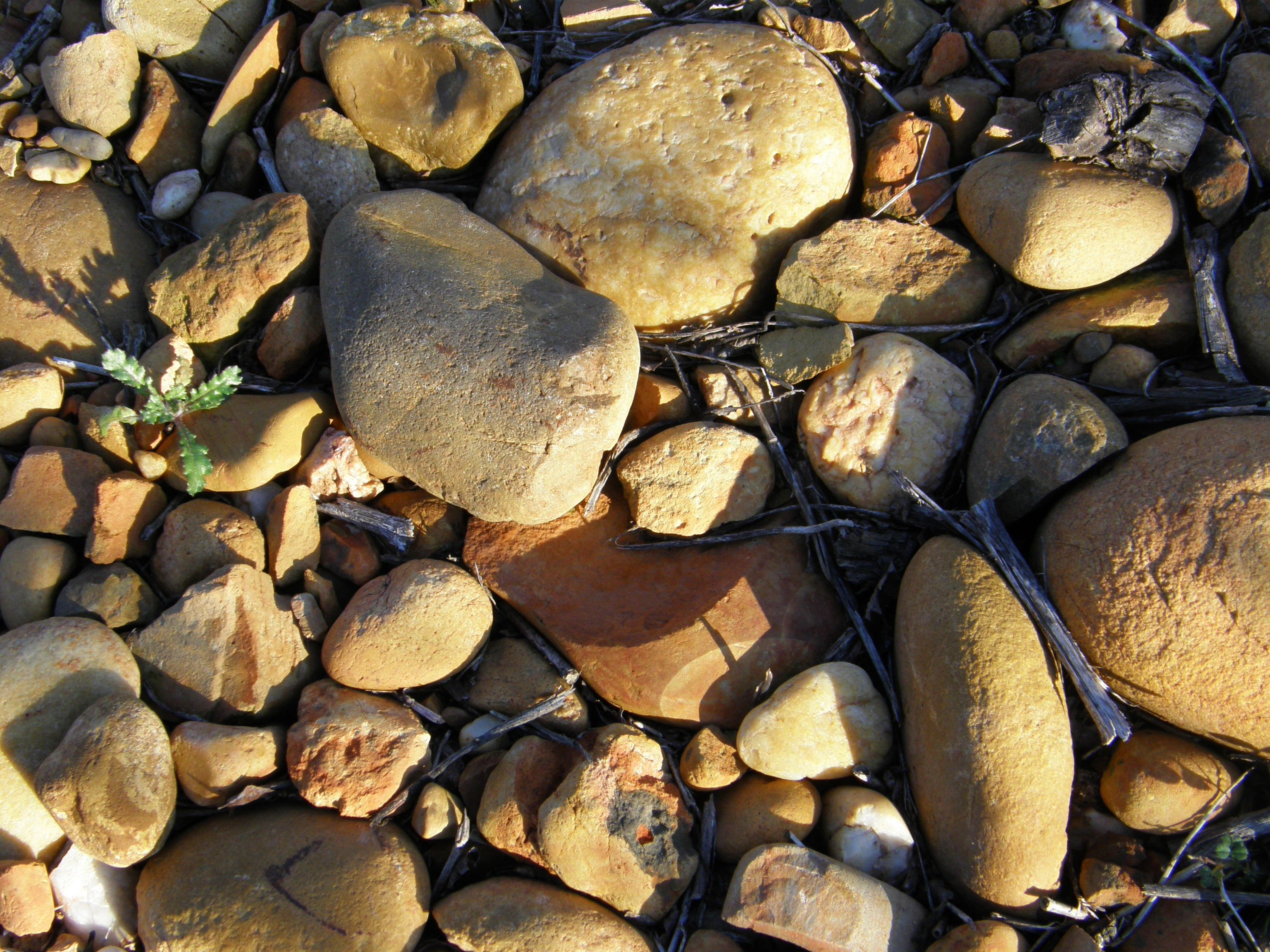
Gress des Costières.

La région des Costières est constituée d’un terrain du tertiaire supérieur - Pliocène - formé de sables, de galets passant souvent au poudingue (appelé localement taparas), et de marnes généralement bleuâtres. Cette dernière formation est elle-même recouverte, sur une assez grande partie par des galets provenant de débâcles glaciaires, soit avec une origine rhodanienne, soit avec une origine durancienne. Ces galets, appelés localement gress lorsqu'ils sont libres ou taparas lorsqu'ils sont cimentés entre eux, caractérisent le plateau des Costières.

Différents types de sols des Costières
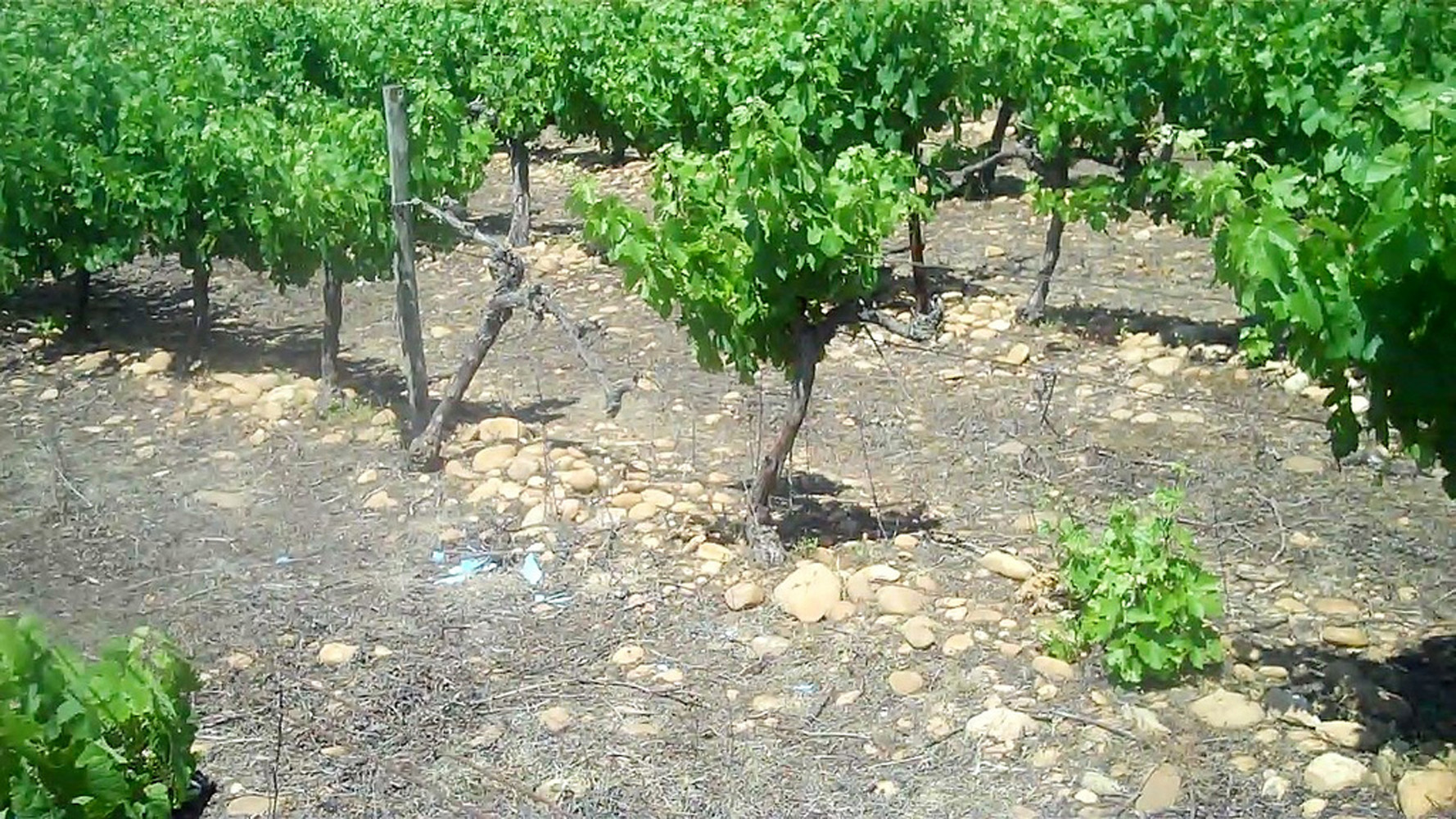
Marne
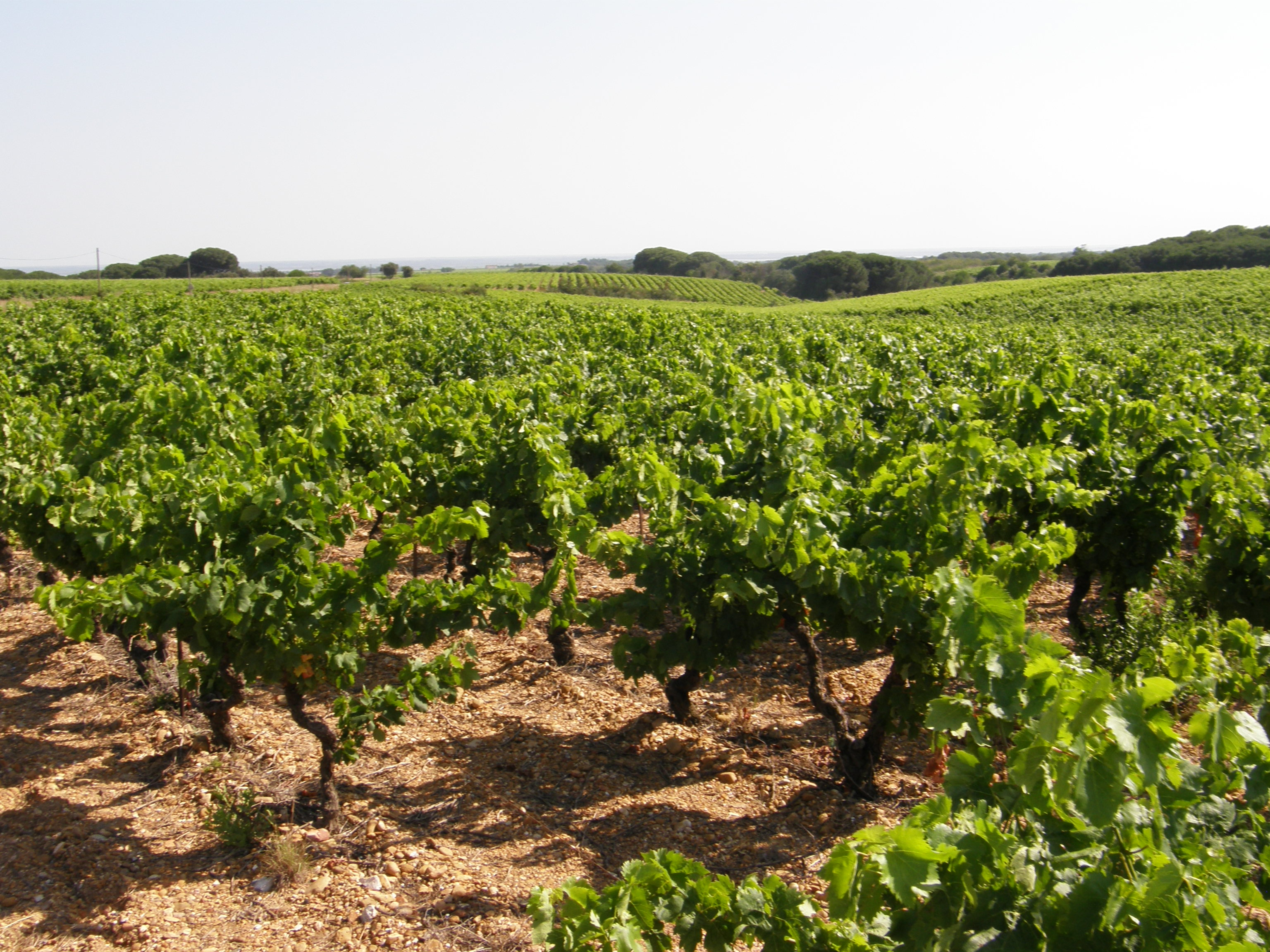
Argile
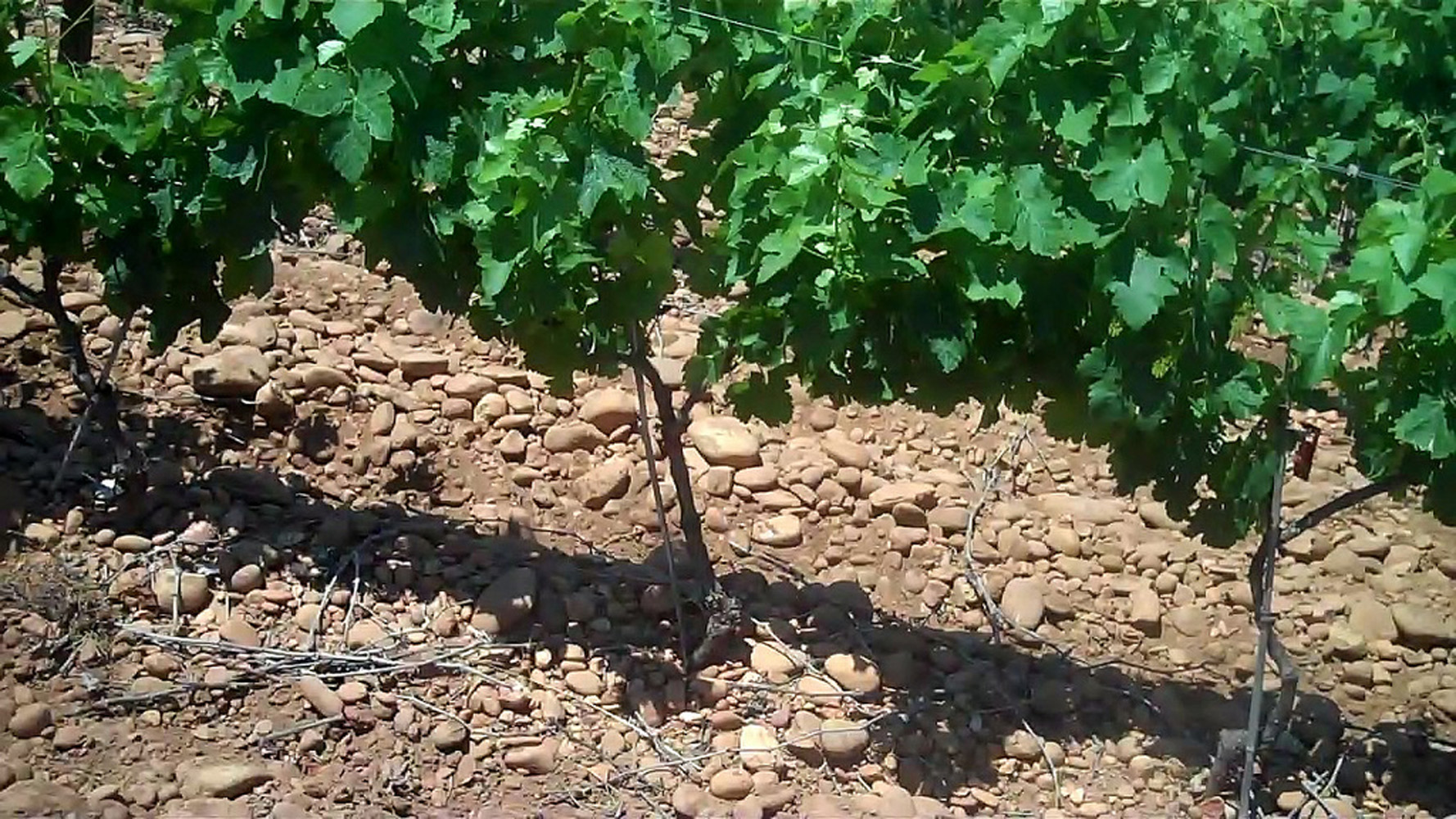
Sable

On trouve également dans ces sols un lit d'argile rouge appelé localement gapan, parfois situé en surface mais le plus souvent en profondeur.

### Climatologie
La moyenne des températures les plus basses de l'ensemble de l'année 2007 est de 10,4 °C. La moyenne des températures les plus élevées de cette même année 2007 est de 19,9 °C. Les quatre mois de juin, juillet, août et septembre, toujours de l'année 2007 donnent une moyenne de 28,5 °C. En été des pics réguliers à plus de 35 °C ne sont pas exceptionnels. Météo France a relevé la température la plus élevée à 40,6 °C le 1er août 1947 (Sur la période 1971 - 2000).
la ville de Nîmes est réputée pour être la plus chaude de France. 
| Mois                              | jan.  | fév.  | mars  | avril | mai   | juin  | jui.  | août  | sep.  | oct.  | nov.  | déc. | année   |
| --------------------------------- | ----- | ----- | ----- | ----- | ----- | ----- | ----- | ----- | ----- | ----- | ----- | ---- | ------- |
| Température minimale moyenne (°C) | 2,4   | 3,4   | 5,1   | 7,8   | 11,2  | 14,9  | 17,7  | 17,2  | 14,7  | 10,8  | 5,9   | 3    | 9,5     |
| Température moyenne (°C)          | 6,3   | 7,7   | 9,9   | 12,8  | 16,6  | 20,5  | 23,7  | 23    | 20    | 15,4  | 10    | 6,9  | 14,4    |
| Température maximale moyenne (°C) | 10,3  | 11,9  | 14,7  | 17,8  | 21,9  | 26,2  | 29,8  | 28,9  | 25,3  | 20    | 14    | 10,7 | 19,3    |
| Ensoleillement (h)                | 143,5 | 147,4 | 203,1 | 227,6 | 267,8 | 310,2 | 353,8 | 315,3 | 236,6 | 186,8 | 143,9 | 133  | 2 668,9 |
| Précipitations (mm)               | 67,7  | 70,7  | 55,9  | 59,2  | 60,9  | 38,6  | 25,3  | 51,6  | 66,8  | 131,9 | 69,2  | 64,1 | 761,9   |

Le climat de ce terroir est soumis à un rythme à quatre temps : deux saisons sèches (une brève en hiver, une très longue et accentuée en été), deux saisons pluvieuses, en automne (pluies abondantes et brutales) et au printemps. Sa spécificité est son climat méditerranéen qui constitue un atout exceptionnel :
- Le mistral assainit le vignoble.
- La saisonnalité des pluies est très marquée.
- Les températures sont très chaudes pendant l'été.

## Vignoble

### Présentation
Le 24 communes de l'appellation costières-de-nîmes :
Aubord, Beaucaire, Beauvoisin, Bellegarde, Bernis, Bezouce, Bouillargues, Le Cailar, Caissargues, Garons, Générac, Jonquières-Saint-Vincent, Lédenon, Manduel, Meynes, Milhaud, Nîmes, Redessan, Rodilhan, Saint-Gilles, Sernhac, Uchaud, Vauvert et Vestric-et-Candiac.

### Encépagement
Sur une superficie de production de 4 500 hectares on peut trouver les cépages suivant :
- En blancs : bourboulenc, clairette, grenache, macabeu, marsanne, roussanne, vermentino (ou rolle) et viognier (10 % au maximum).

L'assemblage d'au moins deux cépages est obligatoire pour produire des vins blancs.
- Ces neuf cépages peuvent également servir à produire des vins rosés dans la proportion maximale de 10 %.

- En noirs : carignan (40 % au maximum), grenache (25 % au minimum), mourvèdre et syrah ensemble ou séparément 20 % au minimum.

### Terroir
Le sol des costières de Nîmes est essentiellement constitué de galets roulés sur des terres argilo-calcaires, signant ainsi leur appartenance à la vallée du Rhône. Côté climat, l’appellation est soumise à une forte saisonnalité des pluies. Comme dans l’ensemble des vignobles de la Vallée du Rhône, le mistral y souffle tout au long de l’année. Un atout pour le traitement des vignes.

### Effet de convection spécifique: la brise thermique
La situation de la Petite Camargue, à l’extérieur des deux bras du delta rhodanien, expose le vignoble frontalement à la mer. Résultat : les alluvions caillouteuses constituées d’argiles rouges et de galets roulés similaires à ceux de Châteauneuf-du-Pape favorisent l’effet de four. L’été, dès le milieu de la journée et jusqu’à tard dans la nuit, des brises thermiques se forment pour compenser les différences de température entre les sols du littoral et la mer. Lorsque ces brises marines rencontrent la masse chaude des terrasses de galets, cela renforce l’effet de convection, d’où une grande amplitude thermique jour/nuit reconnue pour préserver la fraîcheur et la pureté du fruit. Cette climatologie propre aux costières-de-nîmes marque profondément les vins de l’appellation.

## Millésimes
Ils correspondent à ceux du vignoble de la vallée du Rhône. Ils sont notés : année exceptionnelle , grande année , bonne année ***, année moyenne **, année médiocre *.
| Caractéristiques | Article de qualité | ***                | ***                | Bon article        | Article de qualité | Bon article        | Bon article        | ***                | Bon article | Bon article        |
| Millésimes 1990 | 1999               | 1998               | 1997               | 1996               | 1995               | 1994               | 1993               | 1992               | 1991        | 1990               |
| Caractéristiques | ***                | ***                | **                 | ***                | Bon article        | **                 | **                 | **                 | ***         | Article de qualité |
| Millésimes 1980 | 1989               | 1988               | 1987               | 1986               | 1985               | 1984               | 1983               | 1982               | 1981        | 1980               |
| Caractéristiques | Article de qualité | Article de qualité | Bon article        | ***                | Article de qualité | **                 | Bon article        | ***                | Bon article | Article de qualité |
| Millésimes 1970 | 1979               | 1978               | 1977               | 1976               | 1975               | 1974               | 1973               | 1972               | 1971        | 1970               |
| Caractéristiques | Bon article        | Article de qualité | Bon article        | **                 | ***                | Bon article        | ***                | **                 | **          | Article de qualité |
| Millésimes 1960 | 1969               | 1968               | 1967               | 1966               | 1965               | 1964               | 1963               | 1962               | 1961        | 1960               |
| Caractéristiques | **                 | *                  | Article de qualité | Article de qualité | ***                | ***                | **                 | **                 | ***         | Article de qualité |
| Millésimes 1950 | 1959               | 1958               | 1957               | 1956               | 1955               | 1954               | 1953               | 1952               | 1951        | 1950               |
| Caractéristiques | Bon article        | Bon article        | Article de qualité | Bon article        | Bon article        | ***                | Bon article        | Article de qualité | **          | Article de qualité |
| Millésimes 1940 | 1949               | 1948               | 1947               | 1946               | 1945               | 1944               | 1943               | 1942               | 1941        | 1940               |
| Caractéristiques | Article de qualité | Article de qualité | Article de qualité | Bon article        | Article de qualité | **                 | Article de qualité | Bon article        | **          | **                 |
| Millésimes 1930 | 1939               | 1938               | 1937               | 1936               | 1935               | 1934               | 1933               | 1932               | 1931        | 1930               |
| Caractéristiques | *                  | Bon article        | Bon article        | ***                | **                 | Article de qualité | Article de qualité | **                 | **          | **                 |
| Millésimes 1920 | 1929               | 1928               | 1927               | 1926               | 1925               | 1924               | 1923               | 1922               | 1921        | 1920               |
| Caractéristiques | Article de qualité | Article de qualité | **                 | Bon article        | **                 | Bon article        | Bon article        | **                 | Bon article | Bon article        |
| Sources : Yves Renouil (sous la direction), Dictionnaire du vin, Éd. Féret et fils, Bordeaux, 1962 ; Alexis Lichine, Encyclopédie des vins et alcools de tous les pays, Éd. Robert Laffont-Bouquins, Paris, 1984, Les millésimes de la vallée du Rhône & Les grands millésimes de la vallée du Rhône |                    |                    |                    |                    |                    |                    |                    |                    |             |                    |

Soit sur 90 ans, 24 années exceptionnelles, 26 grandes années, 16 bonnes années, 22 années moyennes et 2 années médiocres.

## Exploitations

### Structure des exploitations
Le vignoble regroupe environ le tiers des vignerons du Gard. L'exploitation agricole type dans l'appellation pratique une polyculture conséquence du morcellement de la propriété. Les grands domaines de plus de 20 hectares sont en augmentation mais encore minoritaires. La petite exploitation de 10 hectares reste majoritaire (90 %) ce qui explique l'importance des caves coopératives dans l'AOC. Dans ce type d'exploitation, la partie vigne produisant des vins AOC représente 3,5 hectares et monte jusqu'à 5 hectares en y incluant le vignoble producteur de vins de pays.

### Liste des producteurs

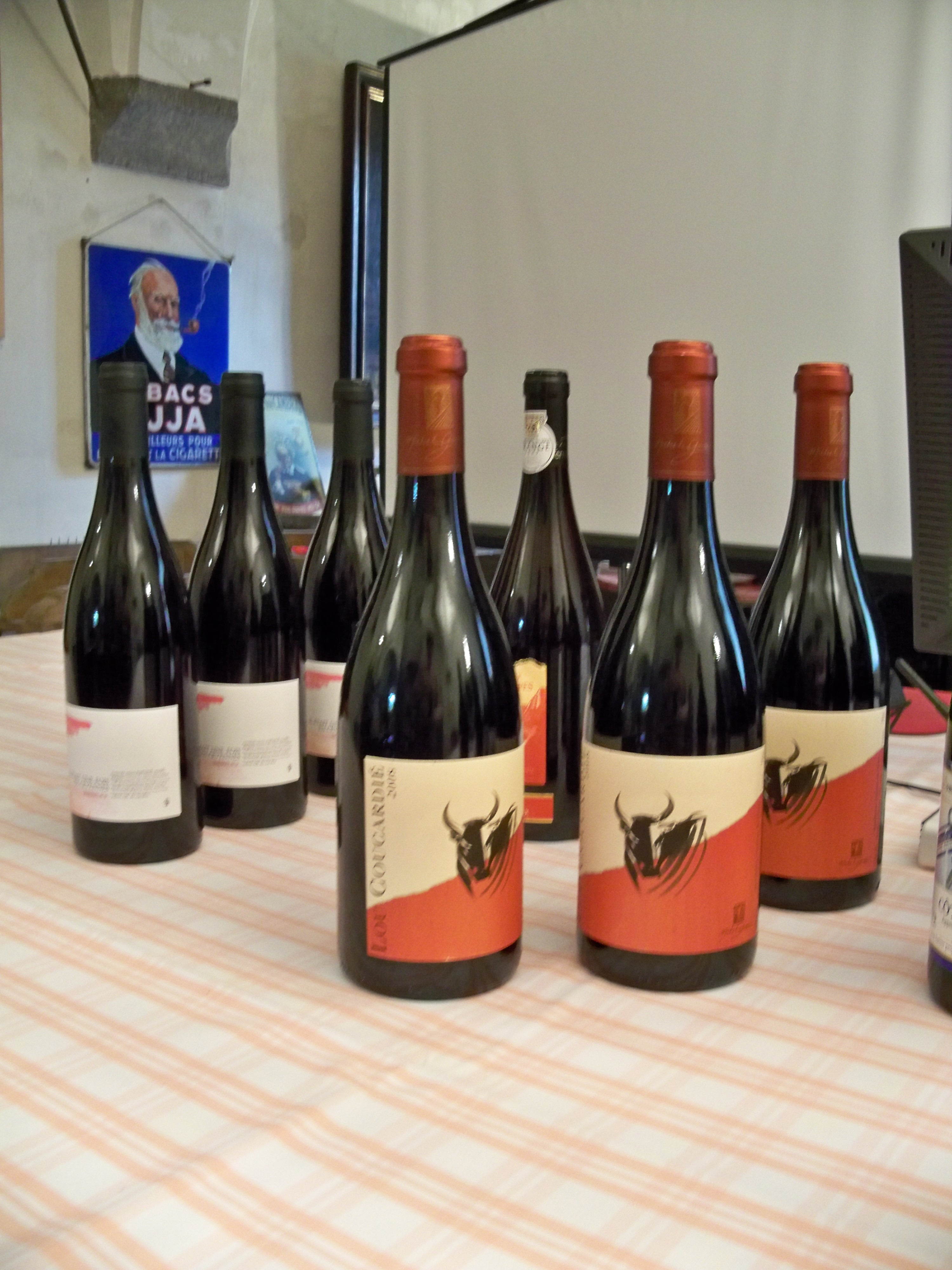
AOC Costières-de-nîmes
Michel Gassier, Château de Nages, Lou Coucardié

La production est assurée par 405 viticulteurs, 69 caves indépendantes, 12 caves coopératives, et 3 négociants-producteurs. 
Aubord : Domaines Margarot
Beaucaire : Domaine des Consuls, Château Mourgues du Grès, Château de Saint-Vincent, Mas des Tourelles. 
Beauvoisin : Château Bellefontaine, Vignoble Delpierre, Château Amphoux, Château Beaubois, Domaine de Calet, Cave des Grands Grès, Roque Brigitte et Jean 
Bellegarde : Domaine des Aveylans, Cave Coopérative de Bellegarde, Domaine du Mas Carlot - Château Paul Blanc, Clos des Boutes, Château Laval, Domaine Notre Dame des Clairettes, Domaine Pastouret, Mas Saint-Louis la Perdrix, Château les Sources - Domaine des Cantarelles, Château les Sources de la Marine, Terre des Chardons. 

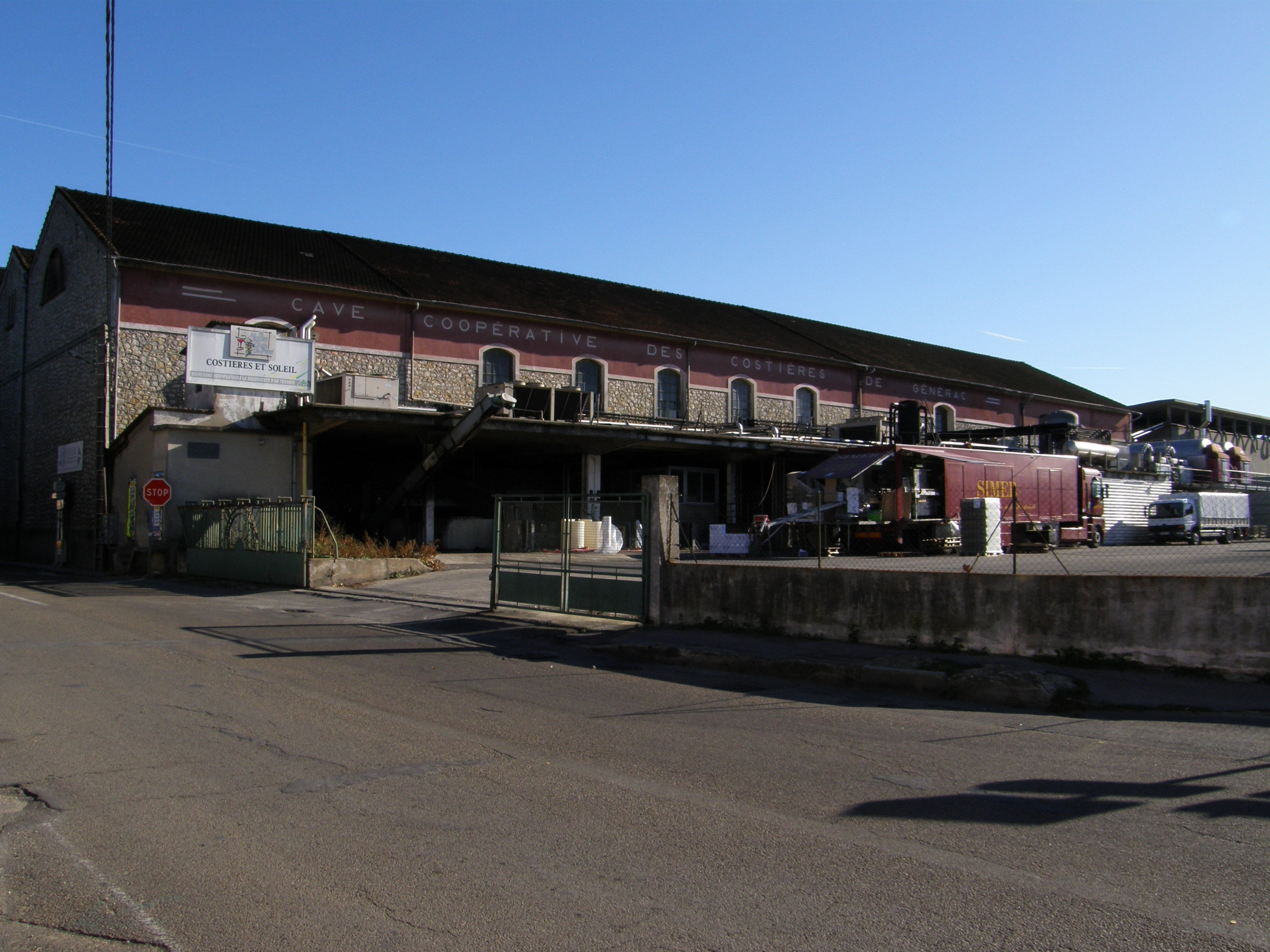
Cave des Vignerons de Costières et Soleil, Générac.

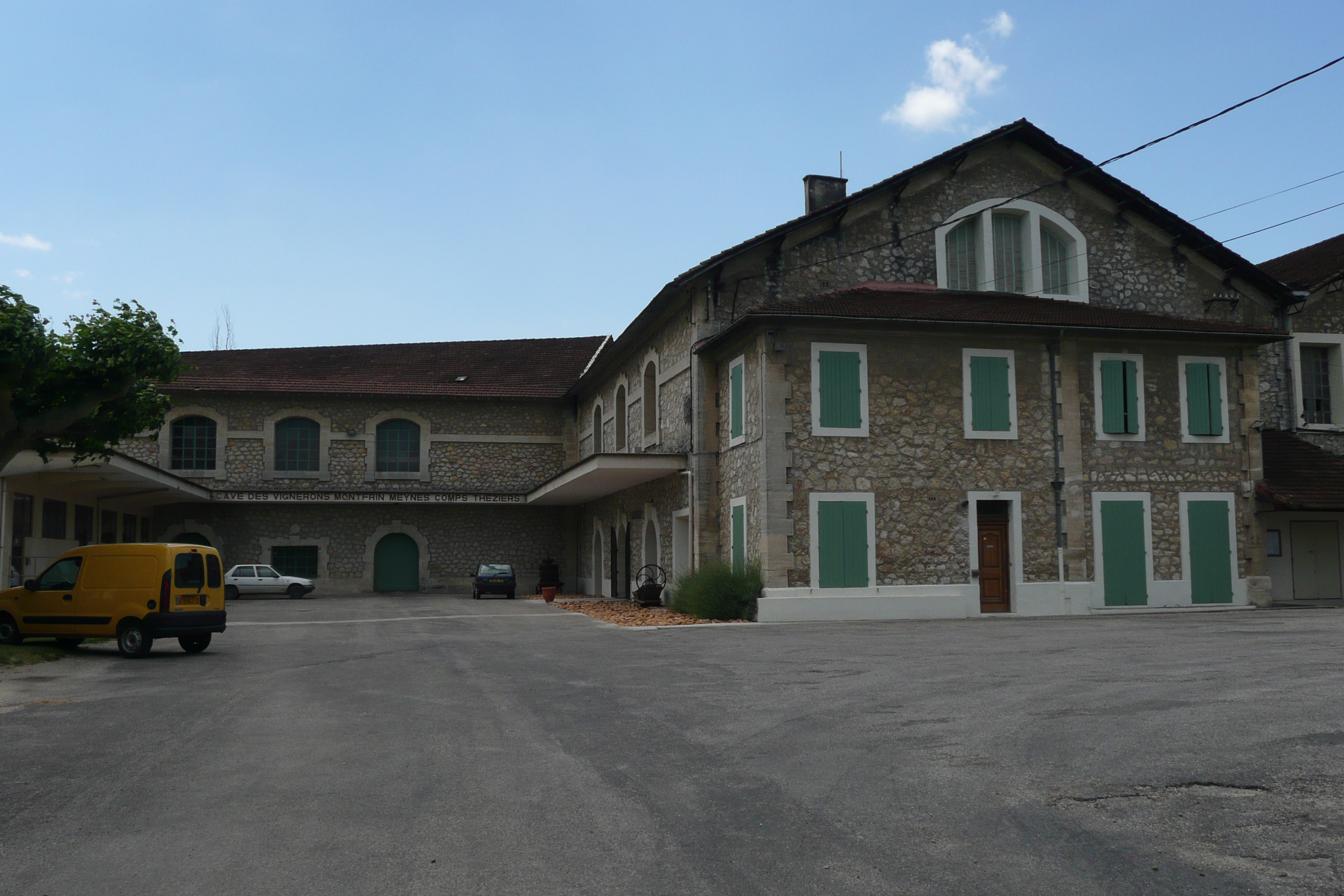
Cave des Grands Vins de Pazac, Meynes.

Bezouce : Château de Bezouce, Domaine de la Patience.
Bouillargues : Domaine de Bahourat, Cave Coopérative de Bouillargues.
Le Cailar : Domaine du Grand Bourry, Domaine du Petit Bourry, Breton Arnaud. 
Caissargues : Château de Belle-Coste, Château Bolchet, Château de Nages.
Garons : Domaine Sainte-Élisabeth.
Générac : Les Vignerons de Costières et Soleil, Château Grand Escalion, Château de Valcombe.
Jonquières-Saint-Vincent : Les Vignerons de Jonquières-Saint-Vincent, Château Saint-Vincent, Domaine de Boissière. 
Manduel : Château Bonice, Mas d'Alban, Mas des Bressades, Château de Campuget, Domaine Marc Kreydenweiss, Cave Coopérative de Manduel - Les Vignerons de la Voie Romaine, Château de Rozier.
Marguerittes : Cave Coopérative de Marguerittes. 
Meynes : Château Clausonne, Mas des Couvin, Domaine Galus, Cave des Grands Vins de Pazac, Mas Saint-Joseph.
Milhaud : Domaine de Campagnol, Carrière Pierre.
Montfrin : Cave Coopérative de Montfrin, Domaine du Parc Saint-Charles, Château de Montfrin. 
Nîmes : Domaine de Goubins, Château de la Tuilerie, Château Montroche.
Redessan : Mas d'Andrum, Cave Coopérative de Redessan - Cellier du Bondavin, Domaine du Vieux Relais.
Rodilhan : Domaine de Donadille - Lycée agricole Marie Durand, Cave Coopérative de Marguerittes et Rodilhan.
Saint-Gilles-du-Gard : Domaine Combe de la Belle - Christine et Philippe Briday, Caves Saint-Clair, Domaine de la Baume, Domaine de Beauchêne, Château Grande Cassagne, Château de la Haute Cassagne, Mas du Chêne, Domaine des Clément, Commanderie de Côtelier, Château l'Ermitage, Château Guiot, Château Lamargue, Château d'Or et de Gueules, La Ribasse et l'Argentière, Domaine Saint-Antoine, Château Saint-Bénézet, Château Saint-Cyrgues, Cave Coopérative de Saint-Gilles - Caves Saint-Clair, Château Saint André, Château Trois Colombes les Rameaux, Château Vessière.
Sernhac : Domaine de Poulvarel. 
Vauvert :  Château de Beck, Vignoble Cabanis Jean-Paul, Cave pilote de Gallician, Vignobles Gibelin, Mas Mellet, Château Mas Neuf, Mas du Notaire, Château Roubaud - Vignobles Molinier, Domaine de Scamandre, Cave des Vignerons des Costières de Vauvert, Domaine Virgile, Domaine du Vistre. 
Vergèze : Les Vignerons de la Voie d'Héraclès. 
Vestric-et-Candiac : Domaine de la Cadenette

### Vins et gastronomie

Quelques cuvées des Costières
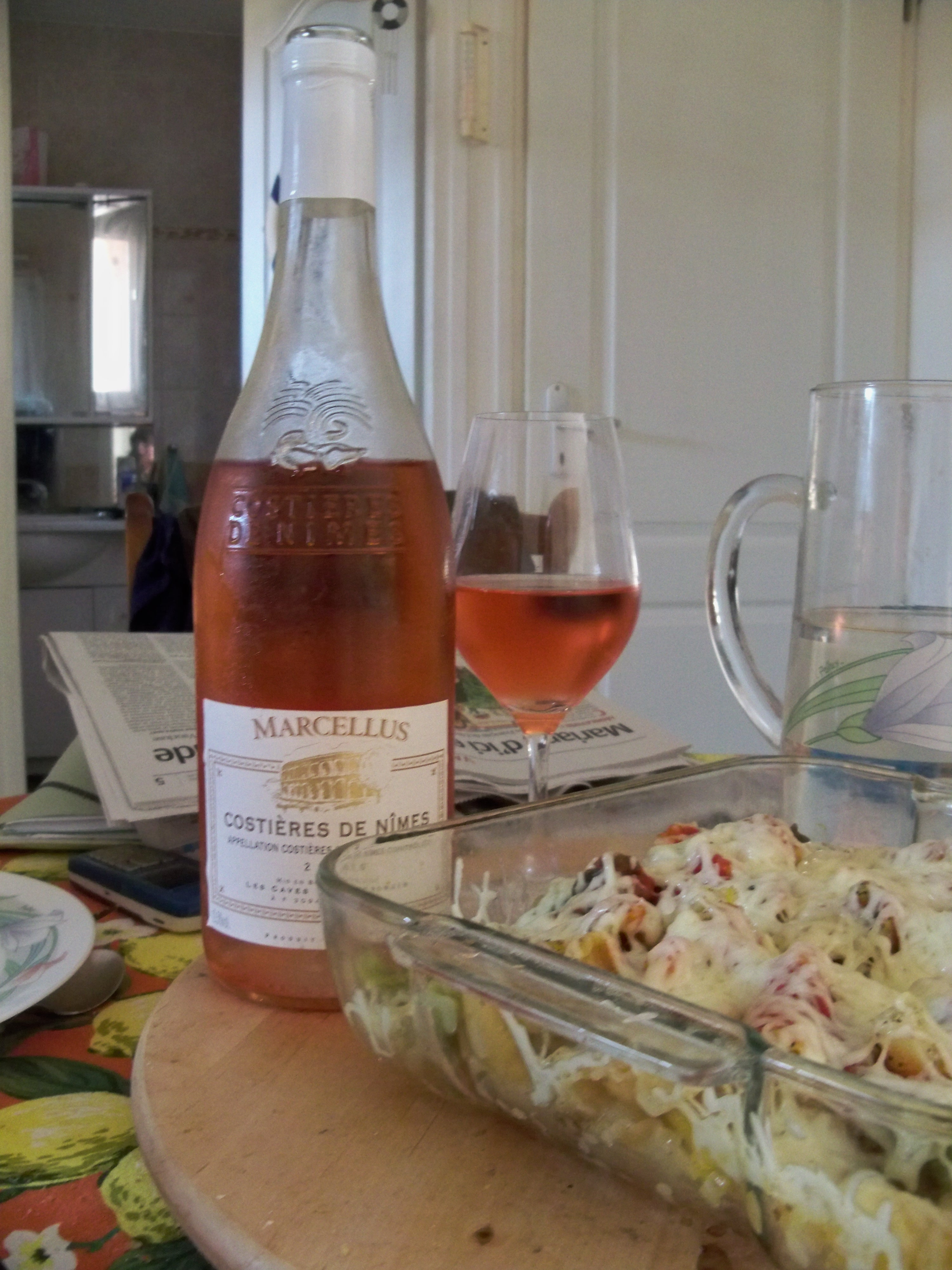
AOC costières-de-nîmes, cuvée Marcellus
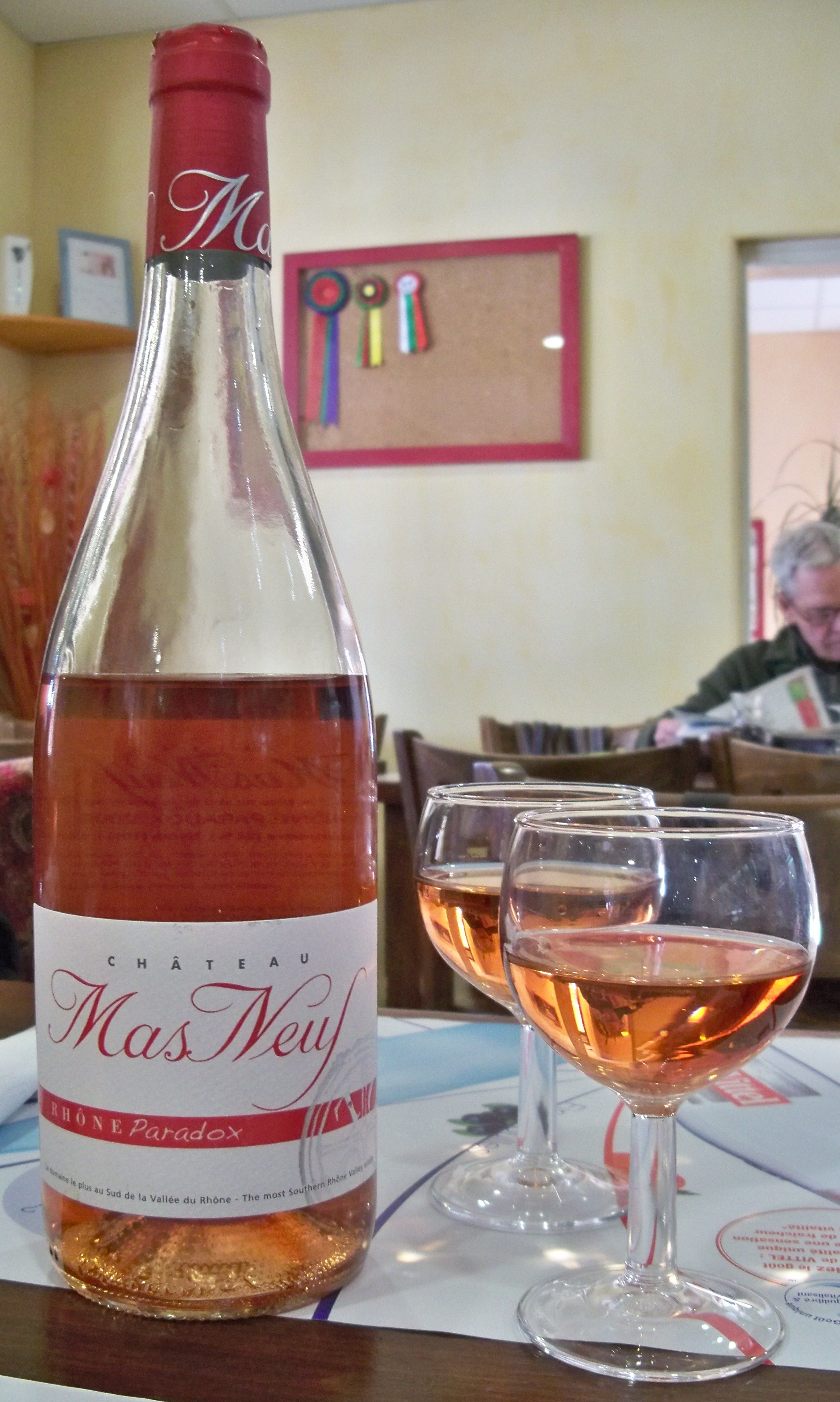
AOC costières-de-nîmes, Château Mas Neuf

Le rouge est recommandé dans l'accompagnement des viandes rouges, du gibier ou de fromages de caractère. Il est conseillé de le déguster à une température de 16 à 18 °C et se garde entre 3 et 8 ans. Les producteurs préconisent une pointe d'exotisme en mariant le costières rouge avec tajines et couscous. 
Les vins rosés, qui accompagnent agréablement de la charcuterie, des poissons et la cuisine chinoise, se gardent 1 à 2 ans et se servent entre 10 et 12 degrés. Les vins blancs s'accordent bien avec des poissons et peuvent être servi en apéritif. Leur température de service se situe entre 13 et 14 degrés, leur durée de garde est de 1 à 2 ans. Traditionnellement un costières blanc se marie avec un pélardon.

## Œnotourisme
L'œnotourisme recouvre de nombreuses activités de découverte : dégustation des vins, visite de caves, rencontre avec les propriétaires, découverte des métiers et techniques de la vigne, connaissance des cépages, des terroirs, des appellations, de la gastronomie locale. À cet aspect festif s'ajoutent les activités sportives et de loisirs : promenades et randonnées dans les vignobles.
À côté des initiatives des caves particulières, une importante activité œnotouristique est mise en œuvre par le Syndicat des Vignerons des Costières de Nîmes dont les principales manifestations sont les Vignes Toquées (balade gastronomique dans le vignoble), la bodega des Costières de Nîmes pendant la feria de Pentecôte, JeuDiVin (jeudi-dégustation tout l'été) et Nîmes Toquée (événement gastronomique et culturelle dans la ville)
Pour les touristes, une charte de qualité des caveaux de dégustation a été mise en place dans la vallée du Rhône pour l'ensemble des vignobles par Inter Rhône. Elle propose trois catégories différentes d'accueil en fonction des prestations offertes par les caves. 
De plus, depuis 2014 l'appellation a obtenu le label Vignoble & Découverte, décerné par Atout France, qui distingue les acteurs des destinations œnotouristique française proposant une offre complète et de qualité. Aujourd'hui la destination référence plus de 100 acteurs labellisés.  

### Cave gallo-romaine du Mas des Tourelles à Beaucaire

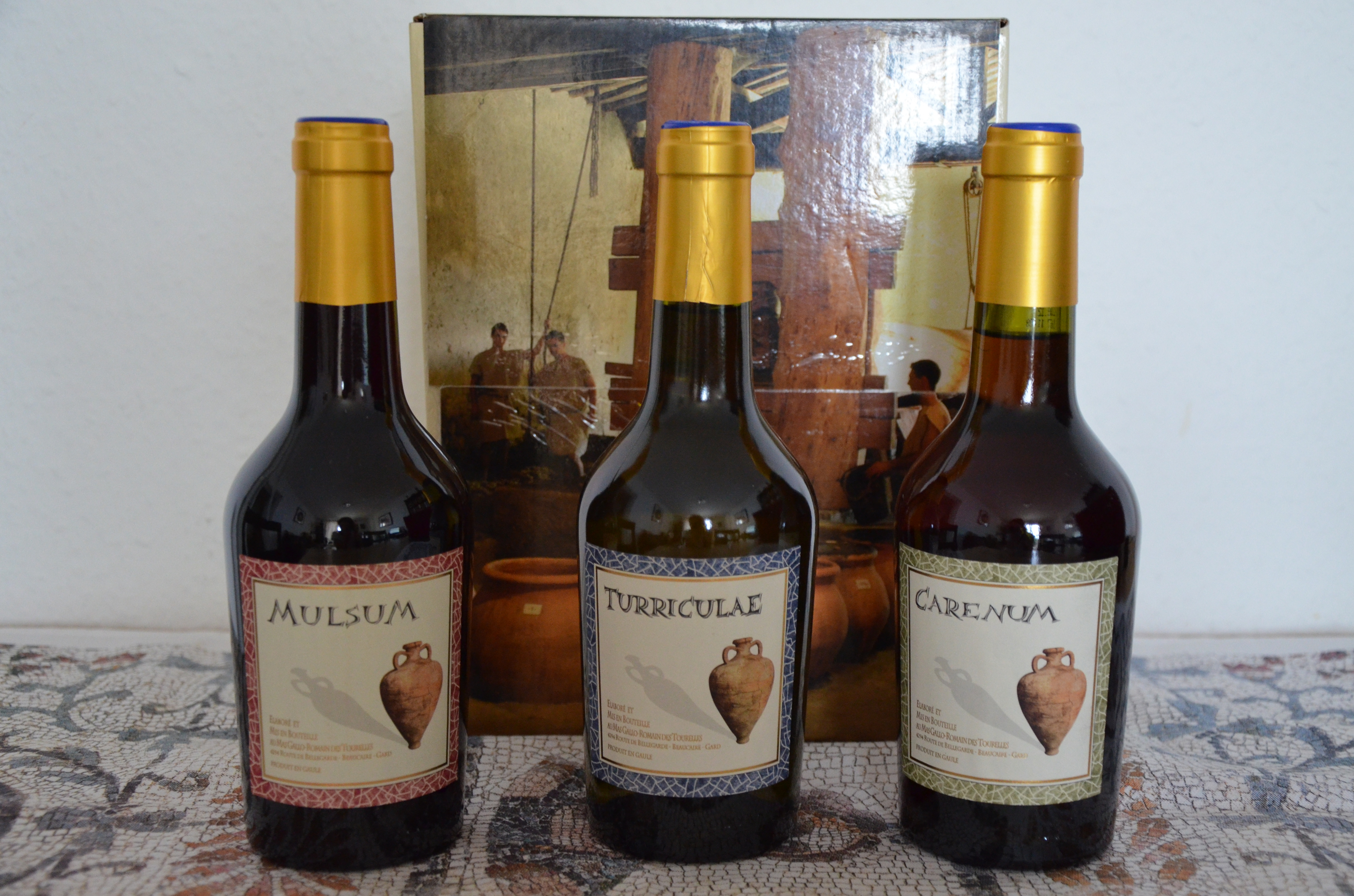
Les vins "romains" du Mas des Tourelles

Cette reconstitution archéologique, unique au monde, est due à une rencontre entre Hervé Durand, propriétaire du domaine et alors président du syndicat des vignerons des Costières, et le professeur André Tchernia, un spécialiste des vins de l'Antiquité romaine. Le vigneron propose dans son caveau des vins réalisés selon les indications de Pline ou Columelle (mulsum, turriculæ et carenum), la visite d'une cave gallo-romaine reconstituée à l'identique et celle du jardin romain et son lucus.

## Enseignement
Créé en 1961, le domaine de Donadille de Rodilhan a été fondé par la chambre d’agriculture du Gard pour servir de support pédagogique aux filières de l’enseignement supérieur.
Construit sur le Mas de Donadille, il a fait l’objet de toutes les attentions de l’enseignement public afin d’en faire un lieu privilégié de l’enseignement.
Depuis, le lycée Marie Durand a formé des générations de professionnels qui exercent leurs techniques dans la France entière.
La cave propose des vins issus du travail des élèves et met en place lors d’évènements des microcuvées réalisées par les classes du CFA et du CFPPA.

## Commercialisation
L'AOC costières-de-nîmes est commercialisé à 70 % sur le territoire français et exporté à 30 %.
| Secteurs de commercialisation des vins en AOC, en France (2010) | Secteurs de commercialisation des vins en AOC, en France (2010) |
| --------------------------------------------------------------- | --------------------------------------------------------------- |
| Catégorie                                                       | % en volume                                                     |
| GMS (grandes et moyennes surfaces)                              | 46 %                                                            |
| Vente directe (foires et caveaux)                               | 8 %                                                             |
| CHR (cafés, hôtels, restaurants)                                | 8 %                                                             |
| Grossistes et négociants                                        | 6 %                                                             |
| VPC (vente par correspondance)                                  | 7 %                                                             |

Pour l'exportation les principaux pays étaient en 2010 :
| Pays                                       | % en volume |
| Belgique                                   | 22          |
| Allemagne                                  | 16          |
| États-Unis                                 | 16          |
| Pays scandinaves ( Danemark Suède Norvège) | 14          |
| Royaume-Uni                                | 10          |
| Pays-Bas                                   | 7           |
| Japon                                      | 1           |
| Luxembourg                                 | 1           |

En 2016, la Chine est en première position, suivie par les États-Unis et le Royaume-Uni.

### L'Ordre de la Boisson de la Stricte Observance
Il fut remis à l'honneur le 11 octobre 1968 par le syndicat des vignerons des Costières. Il se voulait l'héritier de l'Ordre de la Boisson du même nom créé au cours du XVIIIe siècle par Jean-François de Posquières. Philippe Lamour, qui avait initié cette renaissance, indiquait à propos des membres de l'Ordre : « Ce n'était pas une réunion de buveurs, c'était une assemblée d'amateurs de bons vins et d'hommes de goût, soucieux des délicatesses de la qualité plutôt que des égarements de la quantité ».